# Laguna Verde (Magallanes)
La laguna Verde es un cuerpo de agua superficial ubicado en la comuna de Porvenir, provincia de Tierra del Fuego de la Región de Magallanes (Chile).

## Ubicación y descripción
De acuerdo al inventario público de lagos publicado por la Dirección General de Aguas del Ministerio de Obras Públicas de Chile sus características son:
- Latitud                = 53G 05M
- Longitud               = 70G 18M

Está ubicada al norte de Porvenir y directamente al sur de la bahía Gente Grande en la orilla sur del estrecho de Magallanes sobre la isla de Tierra del Fuego. Su espejo de agua cubre 19,2 km².: 47 

## Historia
Luis Risopatrón la describe en su Diccionario Jeográfico de Chile de 1924:{rp|926}}
Verde (Laguna). Es espaciosa i se encuentra a 15 m de altitud en la parte NW de la isla Grande de Tierra del Fuego en la banda E del canal Ancho, del estrecho de Magallanes.
Se le ha llamado también "Wood".